# 西垣徳雄
西垣 徳雄（にしがき とくお、1910年1月22日 - 1989年5月13日）は、兵庫県出身の野球選手。1950年発足の国鉄スワローズ（現・東京ヤクルトスワローズ）初代監督。

## 来歴
1929年春の第6回選抜中等学校野球大会優勝投手。法政大学卒業後は東京鉄道局監督、プロ野球審判を経て国鉄スワローズ監督に就任。
1955年に技術顧問として国鉄に復帰し、1956年から1959年はコーチを務めた。1976年からは国鉄時代の教え子である金田正一の要請でロッテオリオンズの球団代表に就任し、金田が監督辞任後の1982年まで務めた。

## 詳細情報

### 背番号
- 30 （1950年 - 1953年）
- 31 （1956年 - 1957年）
- 50 （1958年 - 1959年）

※技術顧問時代の1955年は背番号なし。

### 監督通算成績
| 年度      | 年度      | チーム    | 順位      | 試合 | 勝利 | 敗戦 | 引分 | 勝率 | ゲーム差   | チーム 本塁打 | チーム 打率 | チーム 防御率 | 年齢       |
| --------- | --------- | --------- | --------- | ---- | ---- | ---- | ---- | ---- | ---------- | ------------- | ----------- | ------------- | ---------- |
| 1950年    | 昭和25年  | 国鉄      | 7位       | 138  | 42   | 94   | 2    | .309 | 57.5       | 66            | .244        | 4.67          | 40歳       |
| 1951年    | 昭和26年  | 国鉄      | 5位       | 107  | 46   | 59   | 2    | .438 | 31.5       | 36            | .245        | 3.96          | 41歳       |
| 1952年    | 昭和27年  | 国鉄      | 5位       | 120  | 50   | 70   | 0    | .417 | 33.0       | 67            | .238        | 3.38          | 42歳       |
| 1953年    | 昭和28年  | 国鉄      | 6位       | 125  | 45   | 79   | 1    | .363 | 42.0       | 55            | .235        | 3.36          | 43歳       |
| 通算：4年 | 通算：4年 | 通算：4年 | 通算：4年 | 490  | 183  | 302  | 5    | .377 | Bクラス4回 | Bクラス4回    | Bクラス4回  | Bクラス4回    | Bクラス4回 |

※1950年シーズンは8球団制。
※1951-1952年シーズンは7球団制。
※1953年シーズンは6球団制。